# Lockheed F-94 Starfire
Локгід F-94 «Старфаєр» (англ. Lockheed F-94 Starfire) — перший всепогодній винищувач-перехоплювач ВПС США. Розроблений компанією Локгід на основі навчально-бойового літака T-33 в кінці 1940-х років. Перший політ відбувся 16 квітня 1949 року. У травні 1951 року був відправлений на Корейську війну, де за офіційними денними був втрачений тільки один літак через дію ворога. Інші 11 літаків було втрачено через інші інциденти, безпосередньо не пов'язані з бойовими діями. Літак перебував на озброєнні до 1960 року.